# Samuel J. Fleiner
Samuel J. Fleiner (* 1963 in Regensburg) ist ein deutscher Konzeptkünstler, Komponist und Ausstellungsmacher. Er entwickelt Aktions- und Performance-Projekte. 2019 gründete er das Museum für nachhaltige Kunst und Design in Wiesenbach bei Heidelberg.

## Projekte
Konzert für sieben Schiffshörner und einen Regionalzug wurde 1993 im hessischen Neckartal uraufgeführt. Schiffshörner und Zugpfeifen spielten Schiffs- und Zugführer.
Weitere Projekte von Fleiner beschäftigen sich mit Nationalsozialismus und seinen Folgen. Von Wien nach Wladiwostok, eine Geste der Versöhnung fand in insgesamt drei Sonderzügen statt, die auf Deportationsrouten fuhren. Während der Reise fanden „Internationale Rollende Zukunftswerkstätten“ statt, bei denen Experten fach- und länderübergreifend über mögliche Utopien im Sinne einer besseren Gesellschaftsform debattierten.
Sein Projekt 30-33 zeigte 1995, ebenfalls in Neckarsteinach, 33 Buchenstämme, wovon 3 Stämme abgespreizt standen. Der Hintergrund: In Neckarsteinach lebten 1930 noch 30 Menschen jüdischen Glaubens, 1933 dann keiner mehr.
Das Projekt aus-ge-Buch-t und neu ent-bunden entstand 2003 anlässlich des 70. Jahrestages der Bücherverbrennung. Fleiner verarbeitete Bücher, die weggeworfen werden sollten, zu Möbeln und Kunstobjekten und rettete sie so vor der Vernichtung. Die Ausstellung war u. a. in der Bibliothek der Kunst- und Ausstellungshalle der Bundesrepublik Deutschland Bonn und im Ernst-Bloch-Zentrum Ludwigshafen zu sehen.
Fleiner realisierte  Kunstprojekte im Kontext von Umwelt und Nachhaltigkeit. Bau(m)maßnahme zum Neubau des Umweltbundesamtes in Dessau mündete in einer Baumpflanzaktion, die Bäume ersetzte, die dem Neubau zum Opfer fielen.
Das Projekt Murmelmaschine, das er 1998 zusammen mit dem Bildhauer und Bühnenbildner Michael Thomas realisierte, wurde zum Denkmal für die Aktion „Umdenken – Umsteigen – 100.000 Tage ohne Auto“. Bei diesem Projekt verzichteten 1000 Autofahrer 100 Tage lang auf ihr Auto. Analog dazu kann die Murmelmaschine 100.000 Glasmurmeln aufnehmen und zirkulieren. Die Maschine wird mittels eines Pedalantriebs in Bewegung gesetzt. Das Projekt wurde vom Wuppertalinstitut wissenschaftlich begleitet.
Die Sonnen-Wind-Musik-Maschine ist ein Flachkollektor Stirlingmotor, der eine Zungenpfeifenorgel mit Luft versorgt. Die Maschine wird von Windrichtung und Windgeschwindigkeit gesteuert und gilt als erste Solarmechanische Orgel der Welt.
Sein Ausstellungsprojekt RE-ART ONe – Kunst und Design im Kontext von Abfall und Recycling wurde 2005 von der UNESCO als richtungsweisendes Projekt in der UN-Dekade „Bildung zur Nachhaltigkeit“ ausgezeichnet. Die Ausstellung zeigt 52 Künstler aus 15 Ländern, die alle mit Abfällen arbeiten. Sie war im Jahr 2005 offizieller Beitrag der Bundesrepublik Deutschland beim Weltumwelttag in San Francisco und anschließend erste Kunstausstellung im neuen Umweltbundesamt in Dessau. Im Jahr 2006 wurde RE-ART ONe von den Vereinten Nationen nach Nairobi, Kenia eingeladen. Dort war die Ausstellung insgesamt 10 Wochen in der Main Lobby ausgestellt. Die Eröffnung wurde von Anna Tibajuka Executive Director der UN-habitat und eine der Stellvertreterinnen von Kofi Annan, Prof. Wangari Maathai, kenianische Friedensnobelpreisträgerin 2004 und Prof. Dr. Klaus Töpfer, Bundesumweltminister a. D. und Executive Director der Umweltorganisation der Vereinten Nationen (UNEP) vorgenommen.
Das Ausstellungsprojekt „Arte Sustenibile UNo“ startete 2008 und stand unter der Schirmherrschaft der Deutschen UNESCO-Kommission. Es war u. a. bei Ruhr 2010, im Umweltbundesamt und in der Kunst- und Ausstellungshalle der Bundesrepublik Deutschland ausgestellt. Es war außerdem im kulturellen Begleitprogramm der UNESCO Weltkonferenz Bildung für nachhaltige Entwicklung 2014. Die Ausstellung ARTandVIELFALT (2011) war offizielles Projekt bei Hamburg Umwelthauptstadt Europas und bei UN-Dekade für Biodiversität der Convention on Biodiversity. Sein Ausstellungsprojekt Boden!Bildung (2015) wurde von der FAO ausgezeichnet.
Fleiners Maschinenchoreographien und Geräuschkonzerte gehören zu seinem Schaffenszyklus Kunst und Arbeitswelt. Aus seiner Feder stammen ein Ballett für Bagger und Baumaschinen, ein Konzert für Abrissbirne und sibirische Maultrommler, ein Containerballett im Mannheimer Hafen, ein Ballett für Rollstuhlfahrer und Gabelstapler nach einer Maschinentanzmusik, ein Ballett für Straßenfertiger, ein Konzert für Straßenbahnklingeln, ein Ballett für Straßenwalzen und Kompaktoren, die „E-Musik“ ein Konzert für Elektrogeräte und das Kompositionsprojekt Körperklänge – Lebenslaut, eine Musik Konkret für medizinische Diagnosesounds bei der auch EEG-Wellen hörbar gemacht wurden. In seinem Konzert PartyZipation – Konzert für Bürgerstimmen, Baubeteiligte und einen OB am 10. April 1997 in Ludwigshafen am Rhein wirkte der damalige Oberbürgermeister der Stadt Wolfgang Schulte in der Hauptrolle mit.
Fleiner lebt und arbeitet in Wiesenbach bei Heidelberg.

## Auszeichnungen
- 2023  Bundesverdienstkreuz am Bande[1]